# Cratere Naqqara
Naqqara è un cratere sulla superficie di 65803 I Dimorphos.